# Héctor Aguilar
Pour les articles homonymes, voir Aguilar.
Aguilar  Figueras est un nom espagnol. Le premier nom de famille, en général paternel, est Aguilar ; le second, en général maternel, souvent omis, est Figueras.
Héctor Fabián Aguilar Figueras (né le 16 avril 1984 à Maldonado) est un coureur cycliste uruguayen.

## Biographie
Héctor Aguilar, vainqueur d'étape sur le Tour d'Uruguay en 2005, se distingue en 2006 au Brésil en remportant trois étapes du Tour de l'État de São Paulo et le Meeting Internacional de Ciclismo. En 2008 et 2009, il court dans une équipe continentale portugaise, Fercase-Rota dos Móveis, puis rejoint à nouveau une équipe sud-américaine, l'équipe continentale brésilienne Funvic-Pindamonhangaba en 2010. En avril, il remporte deux étapes du Tour d'Uruguay. 
Au mois de mars 2012, quelques jours après avoir obtenu la médaille de bronze aux championnats panaméricains de Mar del Plata, à l'issue d'un sprint massif, il gagne la première étape de la Vuelta a México. L'étape est un circuit urbain, dessiné dans le quartier touristique d'Acapulco, où il devance, lors de l'emballage final, un peloton groupé et se pare, ainsi, du maillot bleu de leader, pour un jour.
Le 1er avril, il remporte sa huitième victoire d'étapes dans le Tour d'Uruguay. Lors de la troisième étape de l'édition 2012, il profite d'un parcours plat et du regroupement général pour disposer, dans un sprint massif, de l'ensemble du peloton. Il terminera quatre autres fois dans les quatre premiers à l'arrivée d'une étape.
En 2013, il gagne une étape des Rutas de América et surtout trois étapes de son Tour national.
En juillet 2019, il est provisoirement suspendu après avoir été contrôlé positif au clenbutérol, un anabolisant qui favorise la croissance musculaire et prévient l'accumulation de graisse dans le corps, en avril lors du Tour d'Uruguay,. Il est suspendu 4 ans jusqu'au 19 avril 2023.

## Palmarès sur route

### Par années
| - 2005 - 2e étape de la Rutas de América - 9e étape du Tour d'Uruguay - Grand Prix Campagnolo - 2e du Torneio de Verão - 2006 - 4e, 7e et 10e étape du Tour de Mendoza - 2e étape de la Rutas de América - Meeting Internacional de Ciclismo - 1re, 4e et 5e étapes du Tour de l'État de São Paulo - 3e de la Copa América de Ciclismo - 2007 - 1re étape du Torneio de Verão - 4ea étape du Tour d'Uruguay - Volta ao Ribeiro - 2008 - Volta ao Ribeiro - Prologue du Tour de Trás-os-Montes et Haut Douro - Circuit de Moita - 2009 - 1re, 2e, 3e et 4e étapes des 500 Millas del Norte - 1re et 8e étapes du Tour de l'État de São Paulo - 2e des 500 Millas del Norte - 3e de la Copa Cidade Canção - 2010 - 6e et 7ea étapes du Tour d'Uruguay - 2e étape du Tour du Brésil-Tour de l'État de Sao Paulo - 2011 - 7e étape du Tour de San Luis - 2e étape du Tour du Chili - Torneio de Verão : - Classement général - 2e étape - 6e étape de la Rutas de América - 1re étape de la Vuelta del Litoral - Volta Do ABC Paulista - Grand Prix Gobierno de Flores | - 2012 - 1re étape du Tour du Mexique - 3e étape du Tour d'Uruguay - 2e de la Prova Ciclística 9 de Julho - 3e de la course en ligne des championnats panaméricains - 2013 - 8e étape de la Rutas de América - 4e, 6e et 8e étapes du Tour d'Uruguay - 2014 - Rutas de América : - Classement général - 6e étape - Apertura Federación de Trinidad - 2015 - 1re étape de la Rutas de América - 7e étape du Tour d'Uruguay - Historic Roswell Criterium - 2016 - Rutas de América : - Classement général - 1re, 5ea et 6e étapes - 2018 - 5e et 8eb étapes du Tour d'Uruguay - 3e de la Vuelta a los Puentes del Santa Lucía - 2019 - 5e étape de la Rutas de América |  |

### Classements mondiaux
| Année            | 2006 | 2007 | 2008 | 2009 | 2010 | 2011 | 2012 | 2013 | 2014 | 2015 |
| ---------------- | ---- | ---- | ---- | ---- | ---- | ---- | ---- | ---- | ---- | ---- |
| UCI America Tour | 18e  |      |      | 49e  | 145e | 32e  | 44e  |      |      | 154e |
| UCI America Tour | 223e | 165e | 254e |      |      |      | 269e |      |      |      |

## Palmarès sur piste

### Championnats d'Uruguay
- 2001
  - 3e du championnat d'Uruguay de vitesse juniors[14]
- 2014
  -  Champion d'Uruguay de vitesse
  - 2e du championnat d'Uruguay de la course aux points
- 2017
  -  Champion d'Uruguay du kilomètre[15]
  - 2e du championnat d'Uruguay de la vitesse individuelle[15]
  - 2e du championnat d'Uruguay de la course aux points[15]
  - 2e du championnat d'Uruguay de la course à l'élimination[15]
  - 2e du championnat d'Uruguay du keirin[15]

### Championnats panaméricains
- Aguascalientes 2014
  - 19e de l'omnium[16]